# Gaal György (irodalomtörténész)
Gaal György (Kolozsvár, 1948. február 16. –) magyar irodalomtörténész, kolozsvári helytörténész.

## Életútja
Tanulmányait Kolozsváron végezte; a Babeș–Bolyai Tudományegyetemen 1971-ben szerzett tanári diplomát. Doktori értekezésének címe: Kristóf György élete, irodalomtörténészi és tanári munkássága (1980). Angol és latin nyelvet tanított különböző középiskolákban, majd a Kolozsvári Protestáns Teológiai Intézet magyar tanszékén adjunktus; a Kelemen Lajos Műemlékvédő Társaság és a Házsongárd Alapítvány ügyvezető elnöke; az Erdélyi Múzeum-Egyesület választmányának tagja. 2006-ban a Magyar Kultúra Lovagja lett.

## Munkássága
Első írását az Igazság közölte (1968), az Echinox diákszövetségi lap magyar oldalainak szerkesztője (1969–72), a Hajnal középiskolai diáklap megszervezője és irányítója (1972–75), a Korunk, Utunk, A Hét, Tanügyi Újság, Könyvtári Szemle, Művelődés, Nyelv- és Irodalomtudományi Közlemények munkatársa.
Irodalomtörténeti tanulmányaiban feldolgozta másfélszáz év erdélyi magyar diáklapjait (Korunk Évkönyv 1974) és Kristóf György munkásságának román–magyar irodalmi vonatkozásait (NyIrK 1978/1), közzétette Bitay Árpád, Sextil Pușcariu, Kelemen Lajos, Kós Károly, Kiss Ernő leveleit Kristóf Györgyhöz (1976–79), az Irodalomtudományi és stilisztikai tanulmányok 1981 című gyűjteményben Kristóf kolozsvári egyetemi tanári munkásságáról és az I. Ferdinánd Egyetem magyar tanszékének történetéről írt dolgozatával szerepelt, feltárta az Összehasonlító Irodalomtörténelmi Lapok angolszász vonatkozásait (NyIrK 1982/1–2).
Pedagógiai munkásságát tükrözi Ismeretellenőrzés tesztek segítségével az idegen nyelvek oktatásában című értekezése a szerkesztésében megjelent Módszertani dolgozatok című kötetben (Kolozsvár 1977).
Helytörténeti szempontból jelentős, hogy újonnan feldolgozta és közzétette a Házsongárdi Panteon nevezetes halottainak a sírok helyrajzi megjelölésével ellátott jegyzékét (Korunk 1972/3 és Korunk Évkönyv 1980).

### Kötetei
- Kalauz a régi és az új Kolozsvárhoz, Kolozsvár, 1992
- Berde Áron útja a természettudományoktól a közgazdászatig. Kolozsvár: Erdélyi Múzeum-Egyesület. 1993.  = Erdélyi Tudományos Füzetek,  214.  (Dávid Gyulával)
- Magyarok utcája: A kolozsvári egykori Bel- és Külmagyar utcák telkei, házai, lakói. Kolozsvár: Erdélyi Múzeum Egyesület. 1995.  = Erdélyi Tudományos Füzetek,  221.
- Egyetem a Farkas utcában: A kolozsvári Ferenc József Tudományegyetem előzményei, korszakai és vonzatai. Kolozsvár: Erdélyi Magyar Műszaki Tudományos Társaság. 2001.
- Múzsák és erények jegyében. Dolgozatok Erdély unitárius múltjáról. Kiadja az Unitárius Egyház. Kolozsvár, 2001
- Kolozsvár kétezer esztendeje dátumokban, Erdélyi Múzeum Egyesület, Kolozsvár, 2001
- Kolozsvár. Millenniumi kalauz. Kolozsvár, 2001
- Tört kövön és porladó kereszten. Pusztuló múlt és fájó jelen a Házsongárdi temetőben, Kolozsvár, Stúdium Kiadó, 1. kiadás 2002, 5. kiadás, 2009
- Ház a Főtér sarkán. A kolozsvári Rhédey-palota; Polis, Kolozsvár, 2004
- Kolozsvár vonzásában. Tanulmányok, megemlékezések; Pallas-Akadémia, Csíkszereda, 2005 (Bibliotheca Transsylvanica)
- Képes Kolozsvár. A belváros írásban és képben; Polis, Kolozsvár, 2007 ISBN 978-973-8341-85-2
- Az Erdélyi Tudományos Füzetek története és könyvészete. Kolozsvár: Erdélyi Múzeum-Egyesület. 2009.  = Erdélyi Tudományos Füzetek,  262.
- Kolozsvár. Történelmi városkalauz, Tartoma útikönyvek, Tartoma Könyvkiadó, Barót, 2011
- A "szép, jó és igaz" magvetője. Százötven év az egyház és művelődés szolgálatában; Erdélyi Unitárius Egyház, Kolozsvár, 2011 (Keresztény Magvető füzetei)
- Egyetem a Farkas utcában: A kolozsvári Ferenc József Tudományegyetem előzményei, korszakai és vonzatai. Harmadik, átdolgozott és bővített kiadás. Kolozsvár: Scientia Kiadó. 2012.   428. o.
- A Házsongárdtól a Kismezőig. Kolozsvári sírkertek a XIX-XX. századból, EXIT Kiadó, 2016 ISBN 9789737803405
- Születtek Kolozsvárt, Polis Könyvkiadó, 2016. ISBN 9786065420588
- Keresztül-kasul a nagyvilágban. Útirajzok, 1-2.; Polis Könyvkiadó, Kolozsvár, 2018
- Kolozsvár történelmi városkalauz, Tortoma Könyvkiadó, Barót, 2021. ISBN 978-606-9716-05-2
- Az erdélyi tudományosság fellegvára. A kolozsvári Ferenc József Tudományegyetem alapításának 150. évfordulójára, Erdélyi Múzeum-Egyesület, 2022. ISBN 978-606-739-219-7
- A kolozsvári Országos Karolina Kórház, Erdélyi Múzeum-Egyesület, 2023 ISBN 978-606-739-233-3

### Helytörténeti művei
- A kolozsvári diákszínjátszás múltjából. Művelődés 1973/10 sz.
- A hazai magyar nyelvű diákszínjátszás múltja. Echinox 1974/1-3 és 1974/5-7 sz.
- Házsongárdi pantheon. Korunk évkönyve, Kolozsvár, 1980
- A két Gyergyai az egyház és a tudomány szolgálatában. Keresztény Magvető, 1981
- Engel Gábor (1852-1935) kórházigazgató és önéletírása. Orvostörténeti Közlemények, 1984
- Az erdélyi zsidóság az első világháborút követő időszakban, Korunk, 1991/8-9 sz.
- Berde Áron útja a természettudományoktól a közgazdászatig. Kolozsvár, 1993
- Pataki Jenő, Erdély első orvostörténésze, Erdélyi Múzeum, 1994/3-4
- Az izraeliták Erdélyben. Különnyomat a Helikon 7-12. számából. Kolozsvár, 1994
- Egyetem a Farkas utcában, Erdélyi Múzeum Egyesület, Kolozsvár, 1995
- Id. Gyergyai Árpád, a vérátömlesztés és az antiszeptikus sebészet erdélyi úttörője. Keresztény Magvető, 1996
- Purjesz Zsigmond, az iskolaalapító belgyógyászprofesszor. Orvostudományi Értesítő, 70. köt. (1997)
- Brassai Sámuel és az unitárius kollégium. Keresztény Magvető, 1997
- Brassai Sámuel és a kolozsvári egyetem. Nyelv- és Irodalomtudományi Közlemények, 1997
- A magyar egyetemi oktatás Erdélyben, Erdélyi Múzeum 1997/3-4
- 1848-49 emlékhelyei Kolozsvárt, 1998
- A kolozsvári egyetem orvosi karának épületei és építkezései. Orvostudományi Értesítő 71. köt. (1998)
- Berde Áron, Erdély első közgazdász professzora (Az Erdélyi magyar gondolkodás múltjából című kötetben), Romániai Magyar Közgazdász Társaság, 2001
- Kolozsvár a magyar szépirodalomban, Erdélyi Múzeum Egyesület, Kolozsvár, 2001
- Kolozsmonostor titkai (Mátyás Napok Kolozsvárt, 2004) Művelődés 2004/2 sz.
- Ahol Mátyás született (Mátyás Napok Kolozsvárt, 2004) Művelődés 2004/2 sz.
- Gaal György–Gránitz Miklós: Örök Házsongárd. Kolozsvár és sírkertje a századok sodrában 1-2.; Pharma Press, Bp., 2010
- Házsongárdi temető, Kolozsvár. A mulandóság emlékkövei; szöveg Gaál György, Gergelyné Tőkés Erzsébet, fotó László Miklós; Házsongárd Alapítvány, Kolozsvár, 2014
- Kolozsvár a századok sodrában. Várostörténeti kronológia; Kincses Kolozsvár Egyesület–Kriterion, Kolozsvár, 2016
- Születtek Kolozsvárt. Tizennyolc pályakép nagyjainkról, a város hétszáz esztendős történetébe foglalva, közel háromszáz illusztrációval és számos színes műmelléklettel; Polis, Kolozsvár, 2016
- A Házsongárdtól a Kismezőig. Kolozsvári sírkertek a XIX-XX. századból; Exit, Kolozsvár, 2016
- Unitáriusok a Házsongárdi temetőben; Magyar Unitárius Egyház, Kolozsvár, 2018 (Keresztény Magvető füzetei)
- Gaal György–Vincze János: Az erdélyi magyar szellemiség messze fénylik: orvos- és gyógyszerész-sírok a Házsongárdban; szerk. Vincze-Tiszay Gabriella; NDP, Bp., 2018

### Szerkesztései
- Aradi Viktor: Mócok földjén (Fuchs Simon bevezetőjével, 1974)
- Összehasonlító Irodalomtörténelmi Lapok (előszóval, jegyzetekkel, Téka 1975)
- Tenger és alkonyég között (angol költők antológiája bevezetővel és jegyzetekkel, Tanulók Könyvtára, 1978)
- Ralph Waldo Emerson: Esszék (előszóval, jegyzetekkel, saját és Wildner Ödön fordításában, Téka, 1978)
- Kristóf György: Kritikai szempontok a magyar irodalomtörténetben. Tanulmányok; vál., sajtó alá rend., bev., jegyz.; Kriterion, Kolozsvár, 2013
- Éjszaki Károly: Toll és körző. Összegyűjtött művek; bev., sajtó alá rend. Gaal György; Művelődés Egyesület, Kolozsvár, 2014 (Sztánai füzetek)
- Kristóf György: Magyar irodalom a Királyhágón innen és túl. Irodalomtörténeti és esztétikai tanulmányok, megemlékezések; vál., sajtó alá rend., bev., jegyz. Gaal György; Kriterion, Kolozsvár, 2015

## Díjak, elismerések
- Írószövetség díja, 1999, 2004[1]
- Apáczai-díj, RMPSZ, 2004[1]
- A Magyar Kultúra Lovagja, 2007[1]
- Professor honoris causa, Protestáns Teológiai Intézet, Kolozsvár, 2007[1]
- Gróf Mikó Imre-emlékérem, EME, 2009[1]
- Erdélyi Magyar Közművelődési Egyesület (EMKE) – tiszteleti tag, 2010[1]
- Magyar Érdemrend lovagkeresztje, 2012[1]
- Kelemen Lajos Műemlékvédő Társaság díja, 2016[2]
- Fényes Elek-díj, 2017[3]
- Kacsó Sándor-díj (Romániai Írók Szövetsége kolozsvári fiókja), 2019[4]
- Kincses Kolozsvárért-díj, 2019[5]
- Genersich Antal-dij, 2021 [6]
- Művelődés-díj, 2022[7]
- EMKE-életműdíj, 2023 [8]